# يوري ميتسوي
يوري ميتسوي (باليابانية: 三井ゆり؛ بالكانا: みつい ゆり) هي تارينتو ومهندسة وحكمة كرة القدم ومتسابقة الملكة وممثلة يابانية، ولدت في 1972 في كاشيوا في اليابان.